# Дусяцька волость
Дусяцька волость — історична адміністративно-територіальна одиниця Новоолександрівського повіту Віленської губернії, згодом Ковенської губернії з центром у містечку Дусяти.
Станом на 1886 рік складалася з 85 поселень, 4 сільських громад. Населення — 5110 осіб (2689 чоловічої статі та 2421 — жіночої), 436 дворових господарств.
|                     | Площа, десятин | У тому числі орної, дес. |
| ------------------- | -------------- | ------------------------ |
| Сільських громад    | 9682           | 5443                     |
| Приватної власності | 94             | 60                       |
| Казенної власності  | —              | —                        |
| Іншої власності     | 58             | 29                       |
| Загалом             | 9834           | 5532                     |

Найбільше поселення волості:
- Дусяти — містечко при озері Сартасі за 30 верст від повітового міста, 244 мешканці, 20 дворів, існували костел, синагога, школа, 23 лавок, пивоварний завод, 3 постоялих двори, відбувались базари щосереди.